# شهرستان مدغل الجدعان
ناحیهٔ مدغل الجدعان (به عربی: مدیریة مدغل الجدعان) یک ناحیه در یمن است که در استان مأرب واقع شده‌است.
ناحیهٔ مدغل الجدعان ۱۰٬۶۵۴ نفر جمعیت دارد.